# Teodor Atanasiu
Teodor Atanasiu (n. 23 septembrie 1962, Cugir, România) este un om politic român, membru al PNL, de profesie inginer. Între 2004-2006 a îndeplinit funcția de ministru al apărării naționale, iar în perioada 2006-2008 a îndeplinit funcția  de președinte al Autorității pentru Valorificarea Activelor Statului (AVAS). În prezent este senator și Vicepreședinte al Senatului României.

## Biografie
Teodor Atanasiu a urmat studii la Facultatea de Mecanică, Secția Tehnologia Construcțiilor de Mașini (TCM) din cadrul Institutului Politehnic din Cluj (1982-1987), obținând diploma de inginer TCM. Ulterior, a absolvit cursuri de management financiar, management competitiv și managementul relațiilor cu clienții la The Open University Business School (1999).
După absolvirea facultății, a lucrat la Uzina Mecanică din Cugir, pe următoarele posturi: inginer (1987-1995), șef de atelier (1995-1996), apoi director (1997-2001). Totodată a fost membru în consiliile de administrație la S.C. Drăgana S.A. din Cugir (1994-1996) și la Fondul Proprietății de Stat (1997-2000), precum și director la S.C. Apa CTTA S.A. Alba Iulia, firmă aflată în subordinea Consiliului Județean (1996-1997). Este coautor  la “Strategia de restructurare a industriei de apărare din România”, elaborată de către Ministerul Industriei în anul 2000.
Intrat în Partidul Național Liberal în februarie 1990, Teodor Atanasiu a îndeplinit funcțiile de secretar (martie 1990 – 1992) și președinte (1992-1993) al Organizației PNL Cugir și apoi pe cea de Președinte al Organizației Județene PNL Alba (din 1993). În perioada 2001–2002, a fost ales ca membru al Biroului Permanent Central al PNL, apoi începând din 2005 este membru în Comitetul Executiv al PNL.
Ca urmare a apartenenței sale politice, a fost ales în funcțiile de consilier în Consiliul Local Cugir (1992-1996), apoi consilier în Consiliul Județean Alba (1996-2004). În perioada iunie – decembrie 2004, a îndeplinit funcția de președinte al Consiliului Județean Alba. În anul 2004 a devenit membru în Biroul Ansamblului Regiunilor Europene.
În anul 2001, după ce partidul din care făcea parte a pierdut alegerile, Teodor Atanasiu este numit în funcția de expert parlamentar la Camera Deputaților și, în paralel, devine administrator la una dintre firmele magnatului PNL Dinu Patriciu, Palplast Sibiu, care se ocupă cu producerea de țevi și fitinguri pentru diverse domenii, în special pentru industria petrolieră (2001 - iunie 2004).
În anul 2004, Atanasiu era asociat în șapte societăți comerciale: B & M Direct Consulting SRL (Alba Iulia), Credit Consulting SRL (Cugir), Centrum Conf SRL (Cugir), Montag Albu SNC (Cugir), Oxygene SRL (Alba Iulia), Romvam SRL (Alba Iulia) și  Cooperativa de Credit Concordia Cugir.
După ce a devenit ministru, el și-a vândut participațiile, el deținând în mai 2006 acțiuni doar la firmele Concordia și Credit Consulting SRL. În schimb, noua lui soție a înființat firma Travel Vision Global SRL, o societate care se ocupă cu activități din domeniul turismului.

## Ministru al apărării
La data de 28 decembrie 2004, Teodor Atanasiu a fost numit în funcția de ministru al apărării naționale. A ajuns la cârma armatei din poziția de outsider, în perioada când în interiorul Alianței DA începuseră jocurile pentru alcătuirea Cabinetului Tăriceanu, postul de ministru al Apărării era prevazut să revină democraților, iar numele cele mai vehiculate erau cele ale lui Sorin Frunzăverde și Mihai Stănișoară. În urma negocierilor și a algoritmului politic s-a decis ca portofoliul Apărării sa-l preia liberalii. 
„Toată lumea credea ca vom avea pentru prima data o femeie în postura de ministru al Apărării. ”—Doru Dragomir - Jurnalist
 Se dădea ca sigura nominalizarea pentru aceasta funcție a Noricăi Nicolai. Jocurile de culise și unele divergente ale lui Tăriceanu cu Norica Nicolai au făcut ca, pana la urma, în postul de ministru al Apărării sa fie numit Teodor Atanasiu.
În ciuda tuturor împotrivirilor și reticentelor anumitor persoane, Atanasiu este decis sa restructureze din temelie instituția pe care o conduce, chiar cu riscul de a intra în conflict cu militarii din conducerea armatei. Acest lucru il va face folosindu-se de prevederile din proiectul de lege privind organizarea și funcționarea MApN. Prin noua forma organizatorica propusa, ministrul Apărării dorește "eliminarea paralelismelor și suprapunerilor existente și accentuarea controlului democratic civil asupra armatei".
La data de 12 septembrie 2006, președintele Traian Băsescu l-a suspendat din funcție pe Teodor Atanasiu în temeiul prevederilor articolului 100 alin. 1, art. 109 alin. 2 din Constituție și al Legii privind responsabilitatea ministerială, „pentru a îndepărta orice suspiciune de influențare a anchetei, având în vedere declanșarea procedurii de urmărire penală. Procedura de urmărire penală ar putea implica audierea unor persoane din cadrul MApN, aflate în subordinea ministrului, fapt ce ar putea conduce la o influențare a demersului procedural“, se preciza în comunicatul prezidențial.
Atanasiu a cerut Curții de Apel București să suspende decretul prezidențial prin care a fost suspendat din funcție, dar la 27 septembrie 2006 instanța a respins cererea lui Teodor Atanasiu. La data de 6 octombrie 2006, Secția Parchetelor Militare a emis o rezoluție de neîncepere a urmăririi penale împotriva lui Teodor Atanasiu.
Cu toate că instanța nu a început urmărirea penală la adresa sa, președintele Băsescu a refuzat să-l repună în funcție. La data de 25 octombrie 2006, în a 44-a zi de la suspendarea sa din funcția de ministru al Apărării, Teodor Atanasiu a demisionat, declarând că "cel mai deștept cedează". În declarația de presă în care și-a anunțat demisia, Atanasiu a declarat că a reușit să demonstreze că este nevinovat, dar că, în pofida acestor lucruri, șeful statului a refuzat să aplice prevederile constituționale și să revoce decretul prin care l-a suspendat din funcție .
„Prin gestul meu de demisiona, doresc să întrerup criza de la minister și, în același timp, să-i răpesc președintelui plăcerea de a mă demite. Nu vreau ca Traian Băsescu să își îndeplinească nici unul din primele trei obiective personale: alegeri anticipate, demiterea primului-ministru sau demiterea ministrului apărării.”—Teodor Atanasiu

## Președinte al Autorității pentru Valorificarea Activelor Statului
Prin Decizia nr.191/26.10.2006, publicată în Monitorul Oficial din data de 27.10.2006, primul ministru Călin Popescu-Tăriceanu l-a numit pe Teodor Atanasiu în funcția de președinte al Autorității pentru Valorificarea Activelor Statului (AVAS), instituția cheie în procesul de privatizare.
În timpul mandatului de doi ani de la AVAS, Teodor Atanasiu a semnat privatizarea SC Electroputere Craiova, preluată de un grup arab.
Privatizarea societății a fost însă un eșec, pentru că Electroputere valorează în prezent aproape jumătate de milion de euro, în condițiile în care în 2007, la privatizare, avea o valoare de piață de aproape 50 de milioane de euro.
În data de 15 decembrie 2008, Teodor Atanasiu a declarat că funcția de președinte al AVAS și cea de deputat sunt incompatibile și a decis să opteze pentru mandatul de parlamentar. Președintele AVAS a adăugat că în perioada rămasă până la formarea noului Guvern va delega competențele sale unui vicepreședinte al AVAS 
Din data de 09 decembrie 2012, este ales senator în colegiul uninominal 1 din Circumscripția electorală nr.01 Alba, în data de 09.12.2012, validat la data de 19.12.2012.